# Fränk Schleck
Fränk Schleck (Ciudad de Luxemburgo, 15 de abril de 1980) es un ciclista luxemburgués. Compitió como profesional desde 2000 hasta 2016, siendo el Trek-Segafredo su último equipo. Es el mayor de los tres hijos del también exciclista Johny Schleck, profesional entre 1965 y 1974, y corrió junto a su hermano menor Andy durante una década, desde 2005 a 2014.
Fränk es un ciclista valioso para vueltas de una y tres semanas. Sus mayores éxitos son una victoria de etapa en Alpe d'Huez en el Tour de Francia 2006, la Amstel Gold Race de ese mismo año, el liderato en el Tour de Francia 2008 durante varias etapas, el 3.º puesto en la general final en el Tour de Francia 2011 y una victoria en la Vuelta a España 2015.
En el Tour de Francia 2012 dio positivo en un control antidopaje por Xipamide, un diurético, por el cual fue suspendido un año. Luego de que la empresa Trek adquiriera la licencia ProTeam que poseía el RadioShack Leopard, se unió a las filas del nuevo equipo junto a su hermano, con miras a la temporada del 2014.

## Biografía
Después de estar en el programa deportivo del servicio militar de Luxemburgo, en 2000 Fränk se mudó a Italia para fichar por el equipo De Nardi - Pasta Montegrappa. Al año siguiente probó con el Festina, pero no tuvo éxito y al terminar la temporada se quedó sin contrato. Contactó con Bjarne Riis para que le diera una oportunidad en su equipo, el reciente CSC, y así fue hasta que firmó un contrato profesional en 2003 con el equipo danés.
Su salto a la élite del pelotón se produjo en la parte final del año 2005, después de terminar segundo en el Campeonato de Zúrich, segundo en el Giro de Emillia y tercero en el Giro de Lombardía, por detrás de Paolo Bettini y Gilberto Simoni. Estos y otros resultados le llevaron a acabar 13º en el UCI Pro Tour, el ranking realizado por el máximo organismo internacional.

### 2006
Schleck inició la temporada 2006 con un quinto puesto en la París-Niza, a 1'22" del ganador, Floyd Landis. Participó sin destacar demasiado en la Milán-San Remo y en el Critérium Internacional y sufrió una dura caída en la Vuelta al País Vasco, que le privó de luchar por la general final. Pese a esta caída ganó en la Amstel Gold Race en solitario. Para completar la semana de las Ardenas, fue cuarto en la Flecha Valona y séptimo en la Lieja-Bastogne-Lieja. En la preparación de cara al Tour de Francia, tomó parte en la Vuelta a Suiza, acabando sexto en la general final. Ya en el Tour, consiguió un grandísimo triunfo parcial en Alpe d'Huez, una de las cumbres más míticas del ciclismo mundial, por delante de Damiano Cunego, después de llegar escapados a la base del puerto. Terminó 10º en la clasificación general. Asimismo, para acabar la temporada fue séptimo en el Giro de Lombardía y 3º en la general del UCI Pro Tour.

### 2007
En 2007 empezó el año con un cuarto puesto en la Vuelta a Valencia y un noveno en la París-Niza. No pudo brillar ni en el Critérium Internacional ni en la Vuelta al País Vasco, y en la Amstel Gold Race, en la que partía como último ganador, sufrió una caída a algo más de 40 km del final que le impidió luchar por la victoria, relegándole al 10º puesto. Fue séptimo en la Flecha Valona tres días después y llegaba como uno de los máximos favoritos a la Lieja-Bastogne-Lieja. Justo al coronar la cota de Saint Nicolas, Schleck atacó rompiendo el grupo de favoritos y llevándose con él a Danilo di Luca. Di Luca le soltó en el repecho de Ans, en el último kilómetro y Fränk fue también superado por Alejandro Valverde, acabando tercero.
Ganó una bonita etapa en la Vuelta a Suiza, consiguiendo también el maillot de líder, pero solo pudo acabar séptimo. Hizo un mal Tour de Francia y fue 17º, pero logró recuperarse para el final de temporada, terminando cuarto en el Campeonato del Mundo, segundo en la Coppa Sabatini y primero en el Giro de Emillia, por delante de Davide Rebellin.

### 2008
Fränk sufrió varias caídas en la París-Niza y no pudo terminar la carrera, aunque había sido quinto en la etapa con final en el Mont Ventoux. Fue 10º en la Vuelta al País Vasco y llegaba en una gran forma al tríptico de las Ardenas. En la Amstel Gold Race, sin duda una de sus pruebas predilectas, fue segundo tras Cunego, después de un brutal ataque en el Cauberg, la subida final, que solo el veronés pudo seguir. No quiso disputar la Flecha Valona, pero estuvo en las posiciones delanteras de la Lieja-Bastoña-Lieja junto a su hermano. Llegó a la cota de Saint Nicolas, la penúltima de la carrera, solo junto a Davide Rebellin y Alejandro Valverde, a los que no pudo dejar atrás pese a sus ataques constantes. En el sprint final fue tercero, con victoria para Valverde.
En el mes de junio, Fränk empezó con un tercer puesto en la general de la ronda nacional luxemburguesa. Sus opciones de victoria en la Vuelta a Suiza se truncaron cuando sufrió una caída que dio la vuelta al mundo por su espectacularidad, pese a que salió milagrosamente ileso. Se resarció venciendo por segunda vez el campeonato de Luxemburgo de fondo en carretera. Fränk fue tercero en Hautacam en el Tour, quedándose a solo un segundo de Cadel Evans, líder al término de la jornada. Le arrebató el maillot amarillo al ciclista australiano seis días después, en la etapa con final en Prato Nevoso, y lo mantuvo tres días hasta que su compañero de equipo Carlos Sastre ganó la etapa con final en Alpe d'Huez y se aupó al liderato. Schleck terminó sexto en el Tour después de una mala contrarreloj final.
Ya en el mes de septiembre, y a escasos días de la disputa del Campeonato del Mundo de Varese, el periódico alemán Süddeutsche Zeitung publicó una información que acusaba a Schleck de ingresar casi 7000 euros en una cuenta bancaria perteneciente al doctor Eufemiano Fuentes, eje central de la Operación Puerto y en la cual estaría involucrado el luxemburgués bajo el pseudónimo de Amigo de Birillo. No obstante, Fränk negó cualquier práctica dopante y pudo participar en la carrera, después de que la policía italiana no encontrase ninguna sustancia sospechosa tras registrar, una vez conocida la noticia, el hotel donde se alojaba la selección de Luxemburgo.
A la semana siguiente, Schleck acudió a declarar ante la Agencia Antidopaje de Luxemburgo, donde reconoció la veracidad de la transacción económica a Fuentes en concepto de pago por asesoramiento, pero se declaró inocente y dijo no conocer ni haber recurrido a la prácticas dopantes del ginecólogo canario. Finalmente, Fränk no fue sancionado, al no poder considerarse una transferencia bancaria como prueba de dopaje.

### 2009
La temporada de ciclismo 2009 empezó con el Tour de California, donde Schleck consiguió ganar la octava etapa. En marzo, Schleck se coloca segundo en la general en la París - Niza. El 19 de abril, al intentar repetir su victoria del 2006 en la Amstel Gold, Schleck se estrelló junto con Matthew Lloyd. Fue llevado al hospital con una conmoción cerebral, pero fue dado de alta esa misma noche. [4] Schleck tuvo una rápida recuperación, al ganar su carrera de casa, el Tour de Luxemburgo, en junio. Ningún ciclista luxemburgués había ganado la carrera desde 1983.
El 22 de julio, ganó la 17 ª etapa del Tour de Francia, llegando a la línea de meta en compañía del líder de la general Alberto Contador y su propio hermano, Andy Schleck.

### 2010

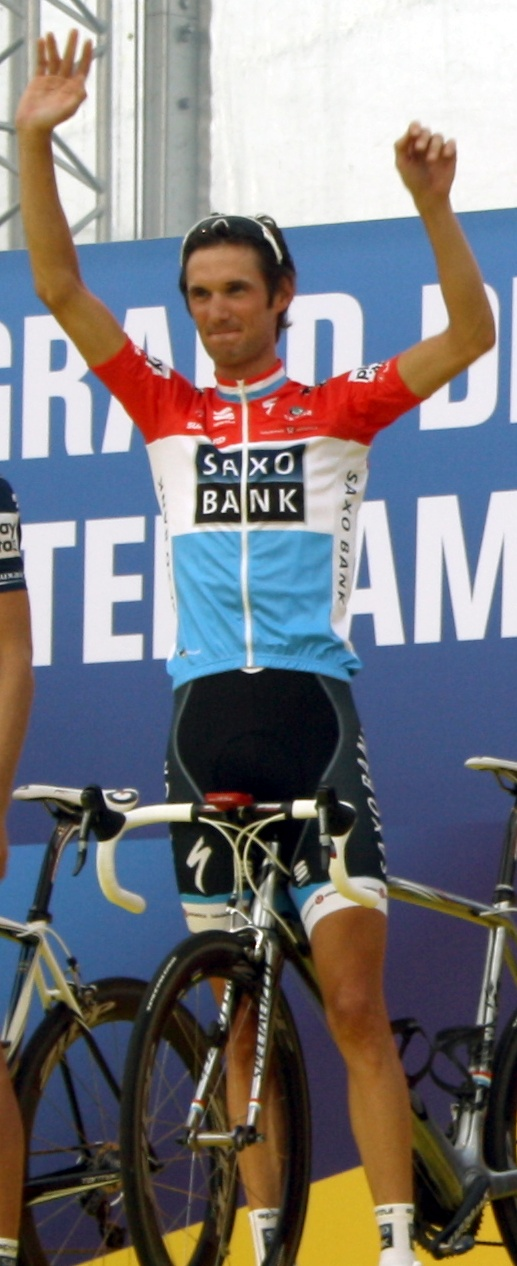
Schleck en la presentación del Tour 2010 con el maillot de campeón de Luxemburgo

Mientras se conduce en la etapa 3 del Tour de Francia 2010, Schleck sufrió una fractura triple de su clavícula, que se mantuvo en un tramo adoquinado de la etapa, y se vio obligado a retirarse de la carrera.
El 29 de julio de 2010, Schleck y su hermano Andy anunciaron su salida del equipo Saxo Bank a finales de 2010. Planean sobre la formación de un equipo nuevo con sede en Luxemburgo, con el exdirector del equipo Saxo Bank Kim Andersen. En octubre de 2010, uno de los gestores del proyecto en bicicleta Luxemburgo reveló el sitio web del equipo, que tiene la etiqueta Leopard verdadero Carreras, dando lugar a especulaciones de que el equipo puede correr bajo este nombre.

### 2012
14 de julio, Tour de Francia;
Franck Schleck RadioShack-Nissan da positivo y su equipo le expulsa del Tour. En la muestra de orina de la etapa del 14 de julio, con un puerto de tercera, se le detectó el diurético Xipamide.

### 2013
El Radioshack Leopard le mantuvo en sus filas en 2013, a la espera de la sanción que se le aplicaría. Finalmente el 30 de enero de 2013 se hizo efectiva la sanción, siendo esta de un año de duración y finalizando el 13 de julio. Pero la relación entre Frank y el propietario de equipo Flavio Becca se fue deteriorando a lo largo de ese período y 10 días antes se le comunicó que no regresaría al equipo quedando despedido. Tras conocerse que la empresa Trek será la propietaria del equipo, esta le hizo una oferta económica con reducción del salario a Frank y a su hermano Andy para 2014. Finalmente ambos aceptaron y Frank se reincorporó a las filas del RadioShack Leopard.

### 2014
En la temporada 2014 conquistó por quinta vez el Campeonato de Luxemburgo de Ciclismo en Ruta, lo que le permite vestir los colores de su país en las pruebas en ruta hasta la siguiente edición.

Participó en el Tour de Francia finalizando en la duodécima posición.

### 2015
Su gran objetivo del año era el Tour de Francia, en el que sería el jefe de filas de su equipo. Sin embargo una lesión de rodilla que sufrió tras una caída en la Lieja-Bastoña-Lieja le impidió llegar a tiempo para la salida en Utrecht, perdiéndose así la ronda gala.
Debido a esto, corrió la Vuelta a España en la que fue descartado para la general en las primeras etapas tras perder mucho tiempo. Sin embargo, en la 16.º etapa camino de Ermita del Alba se metió en la fuga buena del día y se impuso tras ser el más fuerte entre sus compañeros de escapada, consiguiendo así su primera victoria de etapa en una Vuelta a España.

### 2016
Al término de la temporada 2016 anunció su retirada del ciclismo tras diecisiete temporadas como profesional y con 36 años de edad.

## Palmarés
| 2000 - 3.º en el Campeonato de Luxemburgo Contrarreloj 2004 - 2.º en el Campeonato de Luxemburgo en Ruta 2005 - Campeonato de Luxemburgo en Ruta 2006 - Amstel Gold Race - 2.º en el Campeonato de Luxemburgo en Ruta - 1 etapa del Tour de Francia - 3.º en el UCI ProTour 2007 - 1 etapa de la Vuelta a Suiza - 3.º en el Campeonato de Luxemburgo en Ruta - Giro de Emilia 2008 - Campeonato de Luxemburgo en Ruta 2009 - 1 etapa del Tour de California - Tour de Luxemburgo, más 1 etapa - 3.º en el Campeonato de Luxemburgo en Ruta - 1 etapa del Tour de Francia | 2010 - 1 etapa del Tour de Luxemburgo - Vuelta a Suiza, más 1 etapa - Campeonato de Luxemburgo en Ruta - 2.º en el Campeonato de Luxemburgo Contrarreloj 2011 - Critérium Internacional, más 1 etapa - Campeonato de Luxemburgo en Ruta - 3.º en el Tour de Francia 2012 - 3.º en el Campeonato de Luxemburgo en Ruta 2014 - Campeonato de Luxemburgo en Ruta 2015 - 1 etapa de la Vuelta a España 2016 - 3.º en el Campeonato de Luxemburgo en Ruta |

## Resultados en Grandes Vueltas y Campeonatos del Mundo
| Carrera         | Carrera         | 2000 | 2001 | 2002 | 2003 | 2004 | 2005 | 2006 | 2007 | 2008 | 2009 | 2010 | 2011 | 2012 | 2013 | 2014 | 2015 | 2016 |
| --------------- | --------------- | ---- | ---- | ---- | ---- | ---- | ---- | ---- | ---- | ---- | ---- | ---- | ---- | ---- | ---- | ---- | ---- | ---- |
|                 | Giro de Italia  | —    | —    | —    | —    | —    | 42.º | —    | —    | —    | —    | —    | —    | Ab.  | —    | —    | —    | —    |
|                 | Tour de Francia | —    | —    | —    | —    | —    | —    | 10.º | 17.º | 5.º  | 4.º  | Ab.  | 3.º  | Ab.  | —    | 12.º | —    | 34.º |
|                 | Vuelta a España | —    | —    | —    | Ab.  | 46.º | —    | —    | —    | —    | Ab.  | 4.º  | —    | —    | —    | —    | 24.º | —    |
| Mundial en Ruta | Mundial en Ruta | —    | —    | —    | —    | 10.º | —    | 29.º | 4.º  | 41.º | —    | 16.º | Ab.  | —    | —    | —    | —    | —    |

—: no participa

Ab.: abandono

## Equipos
- De Nardi-Pasta Montegrappa (2000)
- Festina-Lotus (2001)[10]
- CSC/Saxo Bank (2002[10]-2010)
  - Team CSC-Tiscali (2002)
  - Team CSC (2003-2008) (hasta junio)
  - Team CSC-Saxo Bank (2008)
  - Team Saxo Bank (2009-2010)
- Leopard/Radioshack/Trek (2011-2016)
  - Leopard-Trek (2011)
  - Radioshack-Nissan (2012)
  - Trek Factory Racing (2014-2015)
  - Trek-Segafredo (2016)